# Самбо
 Тази статия е за спорта.  За расата вижте Самбо (раса).  
Самбото (на руски: самбо; САМооборона Без Оружия) е бойно изкуство, боен спорт и система за самозащита, разработена в Съветския съюз в резултат от синтеза на най-добрите техники от националните видове борби на републиките на СССР: грузински, таджикски, узбекски, киргизки и други, както и техники от джу-джуцу, джудо, айкидо, кендо, удари от английския бокс.
Думата самбо идва от първите букви на САМоотбрана Без Оръжие. През 1981 г. МОК признава борбата самбо за олимпийски вид спорт, но не е включен в олимпийската програма. Така много спортисти самбисти започват да се явяват на състезания по джудо.

## Разновидности
Самбото днес има 2 разновидности.
- Спортно самбо – близка е до борбата и джудото. Състезанията са подобни на джудото, но има някои разлики в правилата, протокола и облеклото. Правилата са малко по-свободни от тези в джудо. Няма забрани за бъркане в ръкав, за държане на колан, няма наказание за време в защитната зона. Има ключове на лакът, коляно и глезен, но не е позволено душене.
- Бойно самбо – разработено за въоръжените сили и силите за сигурност. Включва упражнения с оръжия и обезоръжаващи техники.

### Бойно самбо
Методите за подготовка при бойното самбо имат за цел да запазят здравето на противника и състезанията да протичат без травми, но има и по-строги методи на обучение, в които съществува реална заплаха от загуба на здраве, наранявания на различни нива, в зависимост от нивото на приложните професионални задачи.
Освен физическата подготовка в бойното самбо огромна роля има и психологическата. Така в процеса на физическо обучение на състезателите по бойно самбо, се извършва и психологическата подготовка, която упражнява ума и има за цел да изключи „паниката“ при внезапно възникване на стресова ситуация или при истинска заплаха за живота и здравето. Нейната цел е да научи състезателя да овладява шока и стреса, които може да се проявят при внезапно нападение. Основните принципи на психическата подготовка на боеца по бойно самбо са насочени към контрол над страха от нападателя.
В обучението по бойно самбо първи и много важен етап е усвояването на различните видове падане, което допълнително защитава боеца от евентуални наранявания. За да овладее тези методи е важна не само физическата, но и психическата подготовка на състезателя., принципът на реакция позволява на боеца да се съсредоточи върху възможно най-бърз „отговор“ на атаката. Балансът контролира движенията, като ги насочва към прилагането на технически действия за запазване на равновесие. В съответствие с основните принципи на бойното самбо, обучението е насочено към систематично прилагане на техниките, така че хаотичното запаметяване на упражненията е изключено.
Комплексните упражнения, общата и специалната физическа подготовка имат за цел да подготвят състезателя по бойно самбо за борба с конкурентите си. При физическата подготовка у боеца се развива пъргавина и гъвкавост, изостря се реакцията и скоростта на техники и удари.
Като цяло, бойното самбо е резултат от синтеза на най-добрите техники от националните видове борби на някои държави, както и техники от джудо, айкидо, кендо и други. Именно поради тази причина състезателите, успоредно с подготовката по бойно самбо, тренират и някои от тези спортове.
Състезанията по бойно самбо, в зависимост от степента на подготовка на участниците са разделени на три степени. Оценката на техническите действия и определянето на победителя в двубоя са аналогични на тези от спортното самбо.

## Облекло
Самбистите носят куртка, колан и самбовки (обувки за самбо). За разлика от някои други бойни спортове в самбото коланът не показва степен на майсторство. Всъщност такива степени и йерархия в самбото липсват.